# اتواتر (مینه‌سوتا)
اتواتر، مینه‌سوتا (به انگلیسی: Atwater, Minnesota) یک شهر در ایالات متحده آمریکا است که در مینه‌سوتا واقع شده‌است.

## خصوصیات
اتواتر ۲٫۸۰ کیلومترمربع مساحت و ۱٬۱۳۳ نفر جمعیت دارد و ۳۷۲ متر بالاتر از سطح دریا واقع شده‌است.